# 萨尼娅·斯塔罗维奇
萨尼娅·斯塔罗维奇（羅馬化：Sanja Starović，1983年3月25日—），塞尔维亚女子排球运动员。她曾代表塞尔维亚国家队参加2012年夏季奥林匹克运动会排球比赛，获得第十一名。